# Brandon K. Hampton
Brandon K. Hampton (* 10. Juni 1990 in Houston, Texas) ist ein US-amerikanischer Schauspieler.

## Leben und Karriere
Brandon K. Hampton wurde in der Stadt Houston, im US-Bundesstaat Texas geboren. Bereits während seiner Schulzeit interessierte er sich für das Schauspiel. Noch auf der High School fand er einen ersten Agenten und stand anschließend in Houston und Umgebung auf der Theaterbühne. Nach Station in New Mexico, zog er später nach Los Angeles um. Hampton ist seit 2009 als Schauspieler aktiv, nachdem er in der Serie Friday Night Lights die Rolle eines Footballspielers übernahm. Nach Auftritten in einigen Kurzfilmen war er in Serien wie In Plain Sight – In der Schusslinie und Enter the Dojo zu sehen.
2015 war Hampton im Film Maze Runner – Die Auserwählten im Labyrinth zu sehen und spielte seitdem die Nebenrolle des Ernesto in der Serie Better Call Saul. Ein Jahr darauf wirkte er in Roland Emmerichs Independence Day: Wiederkehr mit.

## Filmografie (Auswahl)
- 2009–2010: Friday Night Lights (Fernsehserie, 13 Episoden)
- 2011: Benavides Born
- 2011–2012: In Plain Sight – In der Schusslinie (In Plain Sight, Fernsehserie, 2 Episoden)
- 2013: Enter the Dojo (Fernsehserie, 2 Episoden)
- 2014: Persecuted
- 2015: Lars the Emo Kid
- 2015: Maze Runner – Die Auserwählten im Labyrinth (The Maze Runner)
- 2015–2018: Better Call Saul (Fernsehserie, 11 Episoden)
- 2016: Whiskey Tango Foxtrot
- 2016: Independence Day: Wiederkehr (Independence Day: Resurgence)
- 2017: Shot Caller
- 2018: Every 21 Seconds
- 2018, 2020: Conrad (Fernsehserie, 2 Episoden)
- 2022: The Neu Agenda (Fernsehserie, 1 Episode)